# شایتنکورب
شایتنکورب (به آلمانی: Scheitenkorb) یک شهر در آلمان است که در بیتبورگ-پروم واقع شده‌است.